# Lajos Czeizler
Lajos Czeizler (Heves, 5 d'octubre de 1893 - 6 de maig de 1969) fou un futbolista hongarès que jugava com a porter. Posteriorment va fer d'entrenador de futbol, principalment a Itàlia.